# Lista över svenska arméns truppslagsinspektörer
Detta är en lista över svenska arméns truppslagsinspektörer. Från 1998 utgick befattningen truppslagsinspektör, för istället samla alla truppslag inom armén under en gemensam generalinspektör för armén.

## Inspektör för arméflyget
Arméflyget är arméns yngsta truppslag, då det först 1991 bildade ett eget truppslag, efter att ha varit en del av artilleriet. Åren 1991–1997 var arméflyginspektören tillika chef för Arméns flygcentrum. Truppslaget upplöstes dock i samband med bildandet av Helikopterflottiljen.
- 1991–1993: Överste Sven-Olof Kuoppola
- 1993–199x: Överste Sten Edholm

## Inspektör för artilleriet
Från 1898 till 1936 var generalfälttygmästaren tillika inspektör för artilleriet. Åren 1959–1991 titulerades inspektören som artilleri- och arméflyginspektör, detta då arméflyget fram till 1991 tillhörde artilleriet. Från 1991 avskildes Arméflyget och bildade eget truppslag, samtidigt kortades titeln ner till endast artilleriinspektör. Åren 1991–1997 var artilleriinspektören tillika chef för Arméns artillericentrum.

- 1898–1902: Generalmajor John Raoul Hamilton
- 1902–1903: Generalmajor Gottschalk Geijer
- 1903–1915: Generalmajor Fredrik Leth
- 1915–1919: Generalmajor David Hedengren
- 1919–1929: Generalmajor Lars Sparre
- 1929–1934: Generalmajor Ludvig Hammarskiöld
- 1934–1936: Generalmajor Oscar Osterman
- 1937–1941: Generalmajor Sture Gadd
- 1941–1941: Generalmajor Axel Rappe
- 1942–1945: Överste Sven Salander
- 1945–1949: Överste Knut Gyllenstierna
- 1949–1955: Överste Raoul Årmann
- 1955–1959: Överste Karl Ångström
- 1959–1961: Överste Erik Kihlblom
- 1961–1964: Överste Stig Lindström
- 1964–1968: Överste Walter Lundqvist
- 1968–1976: Överste 1 Tore Rääf
- 1976–1983: Överste 1 Gösta Gärdin
- 1983–1987: Överste 1 Håkan Hallgren
- 1987–1991: Överste 1 Rune Hall
- 1991–1994: Överste 1 Ove Fahlén
- 1994–1997: Överste 1 Carl-Ivar Pesula
- 1998–2022: Rollen som artilleriinspektör ej aktiv
- 2023–2023: Överste Magnus Ståhl
- 2023–20xx: Överste Stephan Sjöberg

## Inspektör för infanteriet och kavalleriet
Från 1943 hade infanteriet och kavalleriet en gemensam inspektör för de båda truppslagen och betitlades infanteri- och kavalleriinspektör (inf- o kavinsp). Åren 1991–1995 var truppslagsinspektören tillika chef för Arméns infanteri- och kavallericentrum. Åren 1995–1997 hade infanteriet och kavalleriet gemensam truppslagsinspektör med pansartrupperna, vilken titulerades brigadinspektör och var tillika chef för Arméns brigadcentrum.

### Infanteriinspektörer
- 1914–1919: Generallöjtnant Lars Tingsten
- 1919–1922: Generallöjtnant Erik Bergström
- 1922–1926: Generallöjtnant Pehr Hasselrot
- 1926–1933: Generalmajor Carl A:son Sjögreen
- 1933–1936: Generalmajor Olof Thörnell
- 1936–1942: Generalmajor Martin Hanngren
- 1942–1943: Överste Sven Ryman

### Kavalleriinspektörer
- 1872–1885: Generalmajor (generallöjtnant 1876) Carl Magnus Björnstjerna
- 1885–1892: Generallöjtnant Bror Cederström
- 1892–1896: Generalmajor Gustaf Anton Bråkenhielm
- 1896–1898: Generalmajor Carl Gustaf (Gösta) Bergenstråhle (tf)
- 1898–1912: H. K. H. Prins Carl
- 1912–1915: Generalmajor Gustaf Adolf Nyblæus
- 1915–1917: Generalmajor Bror Munck
- 1917–1922: Generalmajor Thorsten Rudenschöld
- 1922–1930: Generalmajor Reinhold von Rosen
- 1930–1940: Generalmajor Göran Gyllenstierna
- 1940–1943: Generalmajor Henry Peyron

### Infanteri- och kavalleriinspektörer
- 1943–1944: Överste Sven Ryman
- 1944–1946: Överste Viking Tamm
- 1946–1947: Överste Gunnar Berggren
- 1947–1951: Överste Alf Meyerhöffer
- 1951–1958: Överste Gustaf D:son Aschan
- 1958–1964: Överste Per Lindencrona
- 1964–1971: Överste Olof Rudqvist
- 1971–1972: Överste Iwan Hörnquist
- 1972–1978: Överste 1. Sten Ljungqvist
- 1978–1980: Överste 1. Iwan Hörnquist
- 1980–1984: Överste 1. Lennart Tollerz
- 1984–1991: Överste 1. Leif Kesselmark
- 1991–199?: Överste 1. Markku Sieppi
- 1994–1995: Överste Christer Svensson
- 1995–1997: Överste 1. Alf Sandqvist [a]

## Inspektör för ingenjörtrupperna
Åren 1966–1991 hade signal- och ingenjörtrupperna gemensam truppslagsinspektör, vilken titulerades ingenjör- och signalinspektör. Från 1991 fick de båda truppslagen varsin inspektör, titeln för ingenjörtrupperna kortades ner till endast ingenjörinspektör. Ingenjörinspektören var åren 1991–1997 tillika chef för Arméns fältarbetscentrum.

- 1937–1941: Generalmajor Sven Alin
- 1941–1946: Generalmajor Sigurd Rahmqvist
- 1946–1953: Överste Inge Gustaf Hellgren
- 1953–1963: Överste Stig Berggren
- 1963–1967: Överste 1 Gunnar Smedmark
- 1967–1969: Överste 1 Harald Smith
- 1969–1975: Överste 1 Åke Bernström
- 1975–1982: Överste 1 Kåre Svanfeldt
- 1982–1986: Överste 1 Owe Dahl
- 1986–1991: Överste 1 Bertil Lövdahl
- 1991–1993: Överste 1 Lars-Åke Persson
- 1993–1997: Överste 1 Christer Ljung
- 1997–1997: Överste 1 Björn Svensson

## Inspektör för intendenturtrupperna
Genom 1948 års försvarsbeslut upplöstes intendenturtrupperna som eget truppslag och de ingående enheterna kom åren 1949–1951 att uppgå i trängtrupperna.
- 1942–1946: Överste Ivar Gewert
- 1946–1949: ???

## Inspektör för luftvärnet
Nedan lista är en förteckning över inspektörer verksamma åren 1946–1997 vid luftvärnet. Åren 1991–1997 var luftvärnsinspektören chef för Arméns luftvärnscentrum.

- 1942–1946: Överste Ragnar Sjöberg
- 1946–1953: Överste Ragnar Lindblad
- 1953–1957: Överste Bengt Bengtsson
- 1957–1964: Överste Sven Thofelt
- 1964–1968: Överste 1 Sven Hådell
- 1968–1975: Överste 1 Carl Herlitz
- 1975–1982: Överste 1 Göran Persson
- 1982–1992: Överste 1 Sven Sjölander
- 1993–1995: Överste 1 Leif Gunnerhell
- 1995–1997: Överste 1 Stig Schyldt

## Inspektör för militärläroverken
Befattningen avskaffades 1937 då chefen för Arméstaben övertog ansvaret för militärläroverken. År 1942 gick ansvaret vidare till Arméinspektören.

- 1910–1916: Generallöjtnant Fredrik Leth
- 1916–1919: Generalmajor Hugo Jungstedt
- 1919–1923: Generalmajor David Hedengren
- 1923–1928: Generallöjtnant Constantin Fallenius
- 1928–1932: Överste Lennart Lilliehöök
- 1932–1935: Överste Per Sylvan
- 1935–1937: Generalmajor Rickman von der Lancken

## Inspektör för pansartrupperna
Pansarinspektören var åren 1991–1997 chef för Arméns pansarcentrum. Åren 1995–1997 hade pansartrupperna gemensam truppslagsinspektör med infanteriet och kavalleriet, vilken titulerades brigadinspektör och var tillika chef för Arméns brigadcentrum.

- 1942–1945: Överste Pehr Janse
- 1945–1946: Överste Gunnar Berggren
- 1946–1956: Överste Birger Pontén
- 1956–1957: Överste Gustav Åkerman
- 1957–1960: Överste Malcolm Murray
- 1960–1963: Överste Tage Olihn
- 1963–1967: Överste Per-Hjalmar Bauer
- 1967–1976: Överste Hugo Cederschiöld
- 1976–1980: Överste 1 Per Björkman
- 1980–1983: Överste 1 Björn Zickerman
- 1983–1985: Överste 1 Curt Hasselgren
- 1985–1990: Överste 1 Håkan Waernulf
- 1990–1993: Överste 1 Stig Edgren
- 1993–1997: Överste 1 Alf Sandqvist [b]

## Inspektör för signaltrupperna
Åren 1966–1991 hade signal- och ingenjörtrupperna gemensam truppslagsinspektör, vilken titulerades ingenjör- och signalinspektör. Från 1991 fick de båda truppslagen varsin inspektör, titeln för signaltrupperna kortades ner till endast signalinspektör. Signalinspektören var åren 1991–1997 tillika chef för Arméns lednings- och sambandscentrum.

- 1937–1942: ?
- 1942–1948: Överste Gottfried Hain
- 1948–1954: Överste Åke Sundberg
- 1954–1955: Överste Hilding Kring
- 1955–1959: Överste Fale Burman
- 1959–1962: Överste Gunnar af Klintberg
- 1962–1966: Överste Bengt Uller
- 1966–1967: Överste 1 Gunnar Smedmark
- 1967–1969: Överste 1 Harald Smith
- 1969–1975: Överste 1 Åke Bernström
- 1975–1982: Överste 1 Kåre Svanfeldt
- 1982–1986: Överste 1 Owe Dahl
- 1986–1992: Överste 1 Bertil Lövdahl
- 1992–1998: Överste 1 Lars Dicander

## Inspektör för trängtrupperna
Nedan lista är en förteckning över tränginspektörer verksamma åren 1887–1997. Åren 1991–1997 var tränginspektören tillika chef för Arméns underhållscentrum.

- 1887–1888: Överstelöjtnant Hemming Gadd (tf)
- 1888–1889: Överstelöjtnant Adolf Malmborg (tf)
- 1889–1892: Överstelöjtnant Ernst von der Lancken
- 1892–1896: Generalmajor Gustaf Anton Bråkenhielm
- 1896–1903: Generallöjtnant Malcolm Walter Hamilton
- 1903–1906: Generallöjtnant Carl Wilhelm Ericson
- 1906–1915: ?
- 1915–1915: General Gustaf Uggla (tf)
- 1916–1926: Överste John Améen
- 1927–1931: Överste Eric Virgin
- 1931–1933: Överste Olof Thörnell
- 1933–1942: Överste Axel Bredberg
- 1942–1946: Överste Ivar Gewert
- 1946–1949: Överste Gottfrid Björck
- 1949–1956: Överste Knut Hagberg
- 1956–1960: Överste Adolf Norberg
- 1960–1965: Överste Birger Hasselrot
- 1965–1972: Överste Magnus Bruzelius
- 1972–1974: Överste 1 Dag Nordenskjöld
- 1974–1983: Överste 1 Börje Wallberg
- 1983–1987: Överste 1 Curt Sjöö
- 1987–1991: Överste 1 Claës Tamm
- 1991–1993: Överste 1 Ragnar Söderberg
- 1993–1997: Överste 1 Lars Nordmark

## Inspektör för tygtrupperna
Genom 1948 års försvarsbeslut upplöstes tygtrupperna som eget truppslag och de ingående enheterna kom åren 1949–1951 att uppgå i trängtrupperna.
- 1942–1949: ???